# Pancerzyk bruzdnic
Pancerzyk (okrywa, teka, theca) – celulozowa część ściany komórkowej bruzdnic.

Schemat budowy zewnętrznej bruzdnic. 1 – pancerzyk, 2 – bruzda poprzeczna, 3 – bruzda podłużna

U bruzdnic na zewnętrznej stronie błony komórkowej znajdują się pęcherzyki (cysterny). U niektórych bruzdnic pęcherzyki te zawierają celulozową płytkę (tarczkę). Tarczki mogą zawierać również dodatek krzemionki lub kalcytu. Sąsiadujące tarczki łączą się szwami, w związku tym, u niektórych bruzdnic wykształcony jest pancerzyk. U części bruzdnic jest on delikatny, a tarczki są liczne, z reguły sześciokątne i nie tworzą regularnego układu, choć da się wyróżnić bruzdy i główne strony pancerzyka. Taki typ określa się jako gymnodinioidalny. Najczęstsze typy budowy pancerza bruzdnic nazywa się gonyaulacoidalnym i peridinioidalnym, czasem traktowane one są łącznie. Rzadsze typy to suessioidalny (częsty u gatunków kopalnych), prorocentroidalny, dinophysioidalny czy nannoceratopsioidalny (znany tylko ze skamieniałości). U współczesnych opancerzonych bruzdnic okrywa dzieli się na część górną (wieczko, epiteka, epitheca) i dolną (denko, hipoteka, hypotheca). Pomiędzy nimi znajduje się bruzda okrężna (poprzeczna, cingulum). Ze względu na mniej więcej elipsoidalny kształt całej komórki, okolicę tę nazywa się równikową. Prostopadle do niej znajduje się bruzda podłużna (sulcus). W odróżnieniu od okrężnej, ta bruzda nie okala całej komórki, znajdując się tylko po stronie brzusznej, z niej wyrastają dwie wici. Określenia stron brzuszna-grzbietowa, lewa-prawa, typowe dla morfologii zwierzęcej, pochodzą z czasów, gdy bruzdnice uważano za jednokomórkowe zwierzęta.
Układ tarczek jest cechą charakterystyczną dla rodzajów czy gatunków. Sposób ich opisu nazywa się tabulacją. W literaturze fykologicznej za standardowy schemat tabulacji przyjmuje się wprowadzony na początku XX wieku przez Charlesa Atwooda Kofoida. Rzędy tarczek oznacza się w nim małymi kreskami w indeksie górnym (primami), a kolejne tarczki w rzędzie – cyframi arabskimi. Numer pierwszy daje się tarczce leżącej po stronie brzusznej. ’ oraz ’’ to rzędy tarczek wieczka, a ’’’ i ’’’’ denka. Jeżeli występuje więcej rzędów, określa się je jako interkalarne i oznacza literami łacińskimi, choć oryginalny system Kofoida zakładał dla nich zero w indeksie górnym (°). Oryginalny system nie uwzględniał płytek leżących w bruzdach, gdyż w tamtym czasie techniki mikroskopowe nie pozwalały na ich dokładną identyfikację, w związku z czym był w następnych dziesięcioleciach modyfikowany.
Kolejne rzędy to:
- ’ – apikalne (szczytowe)
- a – interkalarne (pośrednie, anterior)
- ’’ – preekwatorialne (precingularne, okrężne górne), położone bezpośrednio nad bruzdą poprzeczną
- c – cingularne (wewnątrz bruzdy poprzecznej)
- ’’’ – postekwatorialne (postcingularne, okrężne dolne), położone bezpośrednio nad bruzdą poprzeczną
- p – interkalarne (pośrednie, posterior)
- ’’’’ – antapikalne (szczytowe dolne)
- s – brzuszne (wewnątrz bruzdy podłużnej).

Tarczki mają różny kształt, przy czym ze względu na typowy kształt, tarczkę 1’ (pierwszą tarczkę apikalną) nazywa się tarczką rombową. Prawidłowa tabulacja może sprawiać problemy, gdy tarczki zlewają się ze sobą.
Oprócz tabulacji, cechami diagnostycznymi rodzajów i gatunków może być wzajemna proporcja wieczka i denka, skrętność bruzdy okrężnej, położenie i długość bruzdy brzusznej. Tarczki często są urzeźbione, mogą mieć też pory i różne wypustki, ale ich zmienność zwykle nie uznaje się za wystarczającą dla wyróżniania taksonów. U niektórych gatunków kształt pancerza może znacznie odbiegać od jajowatego, np. u Ceratium hirundinella 4 tarczki szczytowe tworzą róg apikalny, dwie tarczki antapikalne tworzą róg główny tylny, a wypustki tarczek okrężnych tworzą mniejsze rogi tylne.
Pancerzyk tworzy się również na cystach spoczynkowych, częściej ulegających fosylizacji. Ich tabulacja może przypominać tabulację osobników wegetatywnych, choć czasem dla odróżnienia określana jest jako paratabulacja. W przypadku cyst problematyczne może być ustalenie, który koniec jest apikalny, a który antapikalny. Odpowiednikiem wieczka (epiteki) jest epicysta, hipoteki – hipocysta, cingulum – paracingulum, a sulcum – parasulcum. Ściana cysty jest masywniejsza od pancerzyka stadium ruchomego i może składać się z jednej do czterech warstw.